# Văn Cao
Nguyen Van Cao, vietnamsky Nguyễn Văn Cao (15. listopadu 1923, Haiphong – 10. července 1995, Hanoj) byl vietnamský hudební skladatel, který složil vietnamskou hymnu.

## Dílo

### Písně
- „Anh em khá cầm tay“
- „Buồn tàn thu“
- „Thiên Thai“
- „Gió núi“
- „Suối mơ“
- „Thu cô liêu“
- „Cung đàn xưa“
- „Trương Chi“
- „Tiến quân ca“
- „Làng tôi“ („Moje vesnice“)
- „Hải quân Việt Nam“
- „Chiến sĩ Việt Nam“
- Ngày mai („Zítra“)
- „Thăng Long hành khúc ca“
- „Tình ca Trung du“
- „Trường ca sông Lô“
- „Ca ngợi Hồ Chủ tịch“
- „Mùa xuân đầu tiên“ („První jaro“)

### Básně
- „Một đêm Hà Nội“ („Jedna hanojská noc“)
- „Những ngày báo hiệu mùa xuân“
- „Khuôn mặt em“
- „Ba biến khúc tuổi 65“
- „Lá“ („Listy“)
- „Thời gian“ („Čas“)